# Nokia Lumia 1020
De Nokia Lumia 1020 is een smartphone van het Finse bedrijf Nokia. Het is de opvolger van de Nokia 808 PureView. De Lumia 1020 werd standaard geleverd met Windows Phone 8, en kreeg in 2014 een update naar Windows Phone 8.1.
De Lumia 1020 was beschikbaar in drie verschillende kleuren.

## Draadloos opladen
De Nokia Lumia 1020 bevat de technologie voor draadloos opladen, en is daarmee een van de eerste smartphones die de mogelijkheid heeft om dat te kunnen. Er wordt gebruik gemaakt van de technologie van Qi.

## PureView

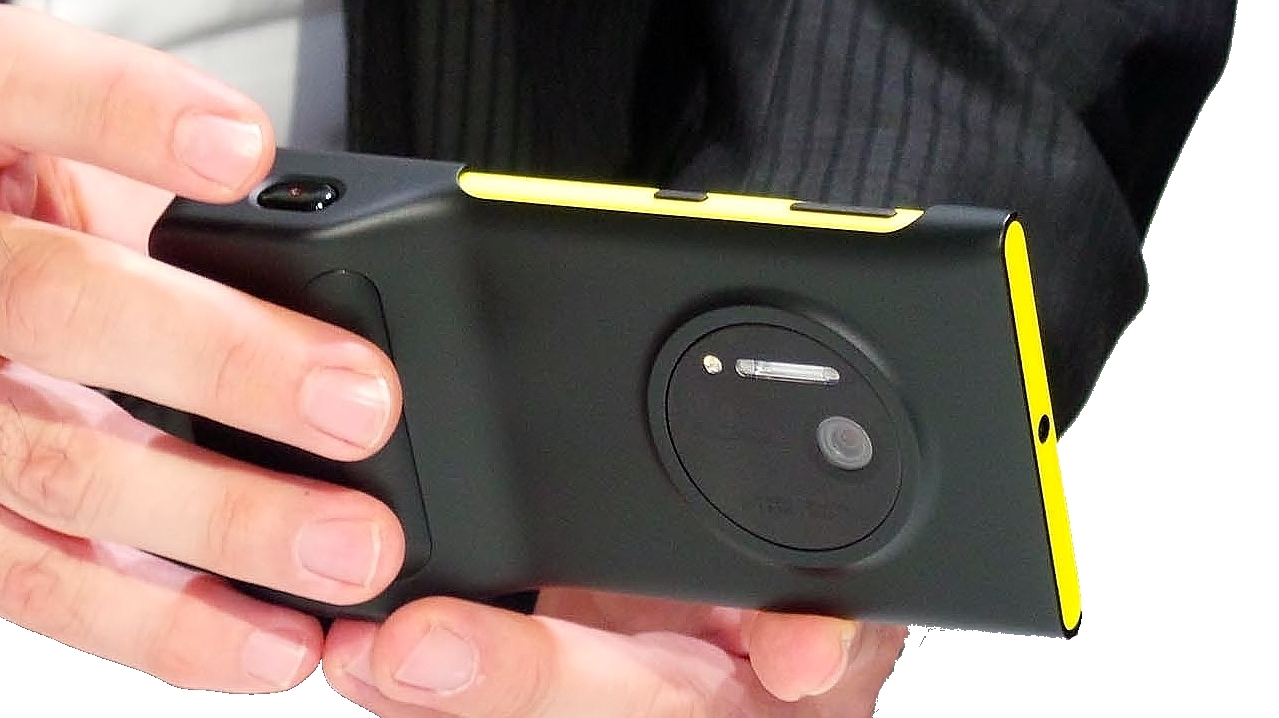
De 41,3-megapixel Lumia 1020 met optionele PD-95G camera grip

De Nokia Lumia 1020 bevat een camera onder de PureView naam. Deze 41,3 megapixel camera werd gemaakt in samenwerking werd Carl Zeiss. De PureView beeldvormende technologie levert hoge kwaliteit foto's, scherpe zoom en verbeterde prestaties bij weinig licht.

## Optische beeldstabilisatie
De Nokia Lumia 1020 is tevens een van de eerste telefoons die optische beeldstabilisatie ondersteunt, waardoor foto's en video's minder bewogen genomen zullen worden.

## Digital Negative
De Lumia 1020 is een van de eerste smartphones met ondersteuning voor Digital Negative, afgekort ook wel dng genoemd. Dit laat de camera toe om de foto's in RAW te schieten, waardoor er geen compressie plaatsvindt en foto's later beter kunnen worden bewerkt. Digital Negative heeft daarmee een aantal voordelen voor de fotografen die de camera van de Lumia 1020 gebruiken en foto's later nog willen bewerken.

## Problemen

### Geen uitbreidbare opslag
Doordat de Nokia Lumia 1020 niet werd voorzien van een microSD slot konden de hoge resolutie foto's al snel veel opslag innemen. De 32 GB opslag was meer dan de meeste andere smartphones in die tijd, maar fotografen vonden het toch een minpunt.

### Geen ondersteuning voor 4K video
Ten tijde van de lancering kwam de Lumia 1020 alleen met de optie om tot full hd video te schieten met 30 beelden per seconde. Dit vonden velen jammer aangezien de camera wel de hardware had om tot 4K te kunnen filmen. Dit werd echter niet ondersteund door Windows Phone 8 en Windows Phone 8.1. Windows 10 Mobile ondersteunde de optie wel, dat kwam door de lancering van de Lumia 950. Andere Lumia's zoals de Lumia Icon, 930 en 1520 kregen een update voor de optie, maar de Lumia 1020 werd nooit officieel ondersteunt. De enige manier om dus met de Lumia 1020 in 4K te kunnen filmen was dus door een update naar Windows 10 Mobile te forceren, wat volgens de meeste gebruikers onnodig moeilijk was.

### Geen upgrade naar Windows 10 Mobile
Bij de laatste grote update van Windows Phone 8.1 (Update 2) werd de ondersteuning voor veel oudere Lumia's stopgezet, waaronder die van de Lumia 1020. Dit betekende ook dat het toestel geen ondersteuning voor Windows 10 Mobile zou krijgen. In eerdere fasen werd er echter door Microsoft geëxperimenteerd met deze telefoons omdat hun doel was alle telefoons met Windows Phone 8.1 de upgrade te geven naar Windows 10 Mobile (v1511), zelfs als Update 2 niet was geïnstalleerd. Via het Windows Insider programma konden testversies van Windows 10 Mobile v1511 worden geïnstalleerd, en later ook de stabiele release. De update werd echter nooit officieel uitgerold omdat Microsoft beweerde dat de prestaties niet goed genoeg zouden zijn door de verouderde processor en het tekort aan RAM. Dit leidde tot veel kritiek omdat deze versie wel degelijk goed zou werken. Latere versies van Windows 10 Mobile, zoals de Jubileumupdate (v1607) werden in zijn algeheel niet ondersteund, ook niet via het Insider programma.

## Root access
In 2015 werd er door ethisch hacker Rene Lergner, beter bekend onder alias Heathcliff74, een hack ontwikkeld waardoor tweede generatie Lumia's met Windows Phone 8 konden worden geroot, met uitzondering van de Lumia Icon en Lumia 1520. Via een applicatie genaamd Windows Phone Internals kon de bootloader worden ontgrendeld en werd het dus mogelijk om niet-geautoriseerde code uit te voeren. De ontdekkingen werden goed ontvangen door anderen, zo konden er aanpassingen gemaakt worden. Begin 2018 werd versie 2 uitgebracht die ook werkte met Windows 10 Mobile en de nieuwere Lumia's. Deze versie werd later open source.

## Specificaties
| Modellen                 | Modellen                      | Lumia 1020                                                                  |
| Introductie              | Introductie                   | 11 juli 2013                                                                |
| Originele OS versie      | Originele OS versie           | Windows Phone 8 Update 2                                                    |
| Hoogste OS versie        | Officieel                     | Windows Phone 8.1 Update 1                                                  |
| Hoogste OS versie        | Insider previews              | Windows 10 Mobile (1511)                                                    |
| Productie codenaam       | Productie codenaam            | RM-875/876/877                                                              |
| Specificaties            | Specificaties                 | Lumia 1020                                                                  |
| Afmetingen               | hoogte                        | 130,4 mm                                                                    |
| Afmetingen               | breedte                       | 71,4 mm                                                                     |
| Afmetingen               | dikte                         | 10,4 mm                                                                     |
| Gewicht (g)              | Gewicht (g)                   | 158 g                                                                       |
| Volume (cm3)             | Volume (cm3)                  | 96,9 cm3                                                                    |
| Kleuren achterkant       |                               |                                                                             |
| Kleuren voorkant         |                               |                                                                             |
| Verwijderbare achterkant | Verwijderbare achterkant      | Nee                                                                         |
| Scherm                   | Scherm                        | Lumia 1020                                                                  |
| Diagonaal (inch)         | Diagonaal (inch)              | 4,5" (11,43 cm)                                                             |
| Resolutie (pixels)       | Resolutie (pixels)            | 768×1280                                                                    |
| Pixel dichtheid (ppi)    | Pixel dichtheid (ppi)         | 334                                                                         |
| Schermafmetingen         | hoogte                        | 97,0 mm                                                                     |
| Schermafmetingen         | breedte                       | 58,0 mm                                                                     |
| Screen-to-body-ratio     | Screen-to-body-ratio          | 61,06%                                                                      |
| Kleurweergave            | Kleurdiepte                   | TrueColor 24-bit (16777216 kleuren)                                         |
| Kleurweergave            | DCI-P3-kleurruimte            | Nee                                                                         |
| ClearBlack polarizer     | ClearBlack polarizer          | Ja                                                                          |
| Glance scherm            | Glance scherm                 | Ja                                                                          |
| Gorilla Glass            | Gorilla Glass                 | Gorilla Glass 3                                                             |
| On-screen taakbalk       | On-screen taakbalk            | Nee                                                                         |
| Super Sensitive Touch    | Super Sensitive Touch         | Ja                                                                          |
| Technologie              | Technologie                   | AMOLED                                                                      |
| Verversingssnelheid      | Verversingssnelheid           | 60 Hz                                                                       |
| Geheugen/Processor       | Geheugen/Processor            | Lumia 1020                                                                  |
| RAM                      | RAM                           | 2 GB                                                                        |
| Opslag                   | Opslag                        | 32 GB                                                                       |
| Uitbreidbaar             | Uitbreidbaar                  | Nee                                                                         |
| Processor                | System-on-a-chip              | Qualcomm Snapdragon S4 MSM8960                                              |
| Processor                | Bit                           | 32 bit                                                                      |
| Processor                | Cores                         | Dual core                                                                   |
| Processor                | Productie-procedé             | 28 nm                                                                       |
| Processor                | ARM-instructieset             | v7                                                                          |
| Processor                | Kloksnelheid per core (GHz)   | 1,5                                                                         |
| GPU                      | GPU                           | Adreno 225                                                                  |
| Connectiviteit           | Connectiviteit                | Lumia 1020                                                                  |
| Netwerken                | GSM                           | 850/900/1800/1900                                                           |
| Netwerken                | UMTS                          | Band 1/2/4/5/8                                                              |
| Netwerken                | LTE Advanced                  | Band 1/2/3/4/5/7/8/17/20                                                    |
| Bluetooth                | Bluetooth                     | 4.0                                                                         |
| Wifi                     | Wifi                          | a/b/g/n                                                                     |
| NFC                      | NFC                           | Ja                                                                          |
| Gps                      | Gps                           | Ja                                                                          |
| GLONASS                  | GLONASS                       | Ja                                                                          |
| Sim                      | Aantal Sims                   | 1                                                                           |
| Sim                      | Grootte                       | Micro-Sim                                                                   |
| Connectoren              | Audio                         | 3,5mm audio jack                                                            |
| Connectoren              | Opladen/Gegevensoverdracht    | USB Micro-B 2.0                                                             |
| Connectoren              | Video                         | Nee                                                                         |
| FM Radio                 | FM Radio                      | Ja                                                                          |
| Miracast                 | Miracast                      | Nee                                                                         |
| Digitale TV              | Digitale TV                   | Nee                                                                         |
| Continuum                | Continuum                     | Nee                                                                         |
| Batterij                 | Batterij                      | Lumia 1020                                                                  |
| Capaciteit (mAh)         | Capaciteit (mAh)              | 2000                                                                        |
| Model                    | Model                         | BV-5XW 3.8V                                                                 |
| Verwijderbaar            | Verwijderbaar                 | Nee                                                                         |
| Qi draadloos opladen     | Qi draadloos opladen          | Ja                                                                          |
| Batterijvermogen (uur)   | Standby                       | 384                                                                         |
| Batterijvermogen (uur)   | Muziek playback               | 63                                                                          |
| Batterijvermogen (uur)   | Video playback                | 6.8                                                                         |
| Batterijvermogen (uur)   | Video opname                  | n/a                                                                         |
| Batterijvermogen (uur)   | Wifi netwerk browsen          | 6.7                                                                         |
| Batterijvermogen (uur)   | 3G netwerk browsen            | n/a                                                                         |
| Batterijvermogen (uur)   | Beltijd (2G)                  | 19.1                                                                        |
| Batterijvermogen (uur)   | Beltijd (3G)                  | 13.3                                                                        |
| Batterijvermogen (uur)   | Beltijd (4G)                  | n/a                                                                         |
| Technologie              | Technologie                   | Lithium-ion                                                                 |
| Camera                   | Camera                        | Lumia 1020                                                                  |
| Camera aan de voorzijde  | Apertuur                      | ƒ/2,4                                                                       |
| Camera aan de voorzijde  | Megapixel                     | 1.2                                                                         |
| Camera aan de voorzijde  | Videoresolutie                | HD (720×1280) in 30 fps                                                     |
| Hoofdcamera              | Autofocus                     | Ja                                                                          |
| Hoofdcamera              | Apertuur                      | ƒ/2,2                                                                       |
| Hoofdcamera              | 35mm equivalent (mm)          | 25 mm (16:9) / 27 mm (4:3)                                                  |
| Hoofdcamera              | Megapixel                     | 41.3 PureView                                                               |
| Hoofdcamera              | Sensorgrootte (inch)          | 1/1,5 (16,93 mm)                                                            |
| Hoofdcamera              | Videoresolutie                | 4K (2160×3840) in 30 fps FHD (1080×1920) in 60 fps HD (720×1280) in 120 fps |
| Hoofdcamera              | Carl Zeiss Optics             | Ja                                                                          |
| Hoofdcamera              | Zoom                          | 6×                                                                          |
| Hoofdcamera              | Flits                         | Ja                                                                          |
| Hoofdcamera              | Optische beeldstabilisatie    | Ja                                                                          |
| Hoofdcamera              | Cameraknop                    | Ja                                                                          |
| Hoofdcamera              | Digital Negative image format | Ja                                                                          |
| Sensoren                 | Sensoren                      | Lumia 1020                                                                  |
| Windows Hello            | Vingerafdruk Scanner          | Nee                                                                         |
| Windows Hello            | Infrarood Iris Scanner        | Nee                                                                         |
| Microfoons               | Microfoons                    | 2                                                                           |
| Cortana                  | Cortana ondersteuning         | Ja                                                                          |
| Cortana                  | “Hey Cortana” oproep          | Via tweak                                                                   |
| Accelerometer            | Accelerometer                 | Ja                                                                          |
| Omgevingslichtdetector   | Omgevingslichtdetector        | Ja                                                                          |
| Nabijheidssensor         | Nabijheidssensor              | Ja                                                                          |
| Magnetometer             | Magnetometer                  | Ja                                                                          |
| Gyroscoop                | Gyroscoop                     | Ja                                                                          |
| Barometer                | Barometer                     | Ja                                                                          |
| SensorCore               | SensorCore                    | Nee                                                                         |

### Modelvarianten
| Naam     | 1020            | 1020           | 1020          |
| Model    | RM-875          | RM-876         | RM-877        |
| -------- | --------------- | -------------- | ------------- |
| Regio    | Globaal         | EMEA + China   | Amerika       |
| 3G       | Band 1/2/5/8    | Band 1/2/4/5/8 | Band 1/2/5/8  |
| 4G       | Band 1/3/7/8/20 | Geen 4G        | Band 2/4/5/17 |
| NFC      | Ja              | Ja             | Ja            |
| DTV      | Nee             | Nee            | Nee           |
| Dual Sim | Nee             | Nee            | Nee           |

## Opmerkingen
1. ↑  Windows 10 Mobile is vereist, met Windows Phone 8.1 alleen FHD (1080×1920) in 30 fps
2. ↑  Windows 10 Mobile is vereist